# Вилоу Смит
Вилоу Камила Рејн Смит (енгл. Willow Camille Reign Smith; Лос Анђелес, 31. октобар 2000), познатија као Вилоу Смит или само Вилоу, америчка је певачица, текстописац, музички продуцент и глумица. Она је ћерка глумца Вила Смита и глумице Џејде Пинкет Смит и млађа сестра музичара Џејдена Смита и Керола Треја Смита. Вилоу је дебитовала 2007. године у филму Ја сам легенда, а касније се појавила у Кит Китриџ: Америчка девојка заједно са Абигејл Бреслин. За свој наступ добила је награду за младе уметнике.
Музичку каријеру је започела у јесен 2010. године када је издала хит синглове Whip My Hair и 21st Century Girl у 2011. години. Потписавши уговор 2010. године са дискографском кућом Џеј-Зија под називом Roc Nation постаје најмлађи уметник који је са њима склопио уговор. Whip My Hair је достигао 11. место на Билборд хот 100. Видео је номинован за Видео године на Бet наградама 2011. Свој дебитантски албум Ardipithecus објавила је 11. децембра 2015.

## Почеци
Рођена је 31. октобра 2000. године у Лос Анђелесу, родитељи су јој Вил Смит и Џејда Пинкет Смит. Има два старија брата, глумца/Ди-Џеја Треја Смита и глумца/музичара Џејдана Смита. Вилоу и њена браћа су млади амбасадори за пројекат Пројекат Замби у Замбији, који је у сарадњи са Хасбро-ом који пружа помоћ замбијским сирочићима који су оболели од Сиде.

## Каријера

### 2007—2013: Почеци глуме и музичке каријере
Смит је дебитовала у филму Ја сам легенда заједно са оцем. Њен следећи филм, Кит Китриџ - Девојка из Америке (енг. Kit Kittredge: An American Girl), објављен је 2. јула 2008. Исте године, Вилоу је позајмљивала глас играном лику Глорије из анимираног филма Мадагаскар: Бекство у Африку, заједно са мајком као ликом старије Глорије. Још један покушај ступања Вилов на филмско платно биће кад је њен отац, Вил Смит објавио да планира да сними савремену верзију Бродвејског Мјуѕикла Annie где би у главној улози била његова ћерка. Међутим, Вилов је била престара за ту улогу, па је њено место преузела Кувенѕџејн Волес у фебруару 2013.
У јуну 2009. године Вилоуина мајка, Џејда Пинкет Смит у интервјуу за Lopez Tonight изјавила је да ће Вилоу објавити албум, након чега је Вилоу издала свој први сингл, "Whip My Hair", који је у САД добио платинасти статус и достигао 11. место, а у Великој Британији друго. Убрзо након тога, Вилоу је најавила свој следећи сингл, "21st Century Girl" који је објавила сутрадан, 03. фебруара 2011. након што га је извела у емисији "The Oprah Winfrey Show". Видео је објављен 9. марта 2011. године.
Убрзо након тога, певачица је учествовала у сарадњи са Ники Минаж 6. октобра 2011. створивши песму „Fireball“. Ова песма је била комерцијални неуспех, јер се није пласирала ни на једну музичку листу песама у тренду, осим америчке Р&Б лествице где се налазила на 121. месту и уједно нјена прва песма која је пропустила Билборд хот 100.
Након неуспешне сараднје, Вилоуин продуцент је објавио да су скоро завршили с радом на његовом деби албуму и да ће ускоро бити објављен, као и да нови албум има сличан стил као што је сингл "Whip My Hair". Албум се појавио под називом Knees and Elbovs. Његово објављивање је било предвиђено за април 2012. године, али је касније најављено да ће датум бити померен за крај године. Упркос стварању новог албума, 1. маја 2012. објавила је музички видео за песму "Do it Like Me (Rockstar)", рекавши да је то њен "први видео икад". За прославу Бет награда (Енг. Bet Awards ) избацује музички видео "I am Me" 2. јула 2012. године, а пола месеца касније видео постаје доступан на платформама Ајтјунса и Амазона.
Албум Knees and Elbovs и даље није објављен па се претпоставља да је пројекат одбачен. У лето 2013. Смит и Ди-Џеј Фабрега су започели дуо називом Melodic Chaotic. Intro је објављен као прво дело,Summer Fling је објављен као друго дело ова два уметника 6. јула 2013. Музички видео за ову сарадњу су режирали Вилоу и Мајк Варгас који су такође режирали њен сингл I Am Me. Песма је претрпела критике као што су зрео тон који песма поседује, употреба речи fling и лажног енглеског акцента који она уноси. Значајан датум у биографији ове уметнице је такође изведба ове песме на премијери серије The Queen Latifah Show 16. септембра 2013. године. Током наступа је изјавила: "Само због јасноће, реч fling означава нешто кратког века...А ова песма је посвећена сој деци широм света чије лето никада не траје довољно дуго."

### 2014—2018:3 EP,ArdipithecusandThe 1st
Смит и ФАДЕР су 24. октобра 2014. године најавили да ће 31. октобра 2014. године објавити свој дебитантски EP под називом "3" путем ГуглПлеја који ће бити бесплатан до 17. новембра 2014. године путем Ајтјунса. Истог дана одржала је концерт у Њујорку у ФАДЕР Форту, где је извела одабране нумере с свог новог EP-a, укључујући "8" и "9" са СЗА-ом. Такође је извела и "5" са својим братом, Summer Fling и ново издање њеног чувеног хита Whip My Hair.
Следеће године, Смит је 7. маја 2015. објавила нови сингл под називом “F K-C # 7”. Истог дана на VEVO је објављен пратећи музички видео и након њега, у септембру је објављен видео за нумеру Why Don't You Cry на I-D-ју. Након наведених синглова, Вилоу објављује свој први албум Ardipithecus, 11. децембра исте године. На свој рођендан, 31. октобра 2017. године, издала је свој други албум The 1st који је хваљен због свог музичког развоја, посебно Вилоуине способности стварања музике пратећи њене претходнике R&B-a 90-их година 20. века, иако тада није била ни рођена. Албум је пратила турнеја на којој је изводила песме заједно са Џејнеј Аико, Сејнт Бјути, Коудијем Шејном и Кити Кеш до краја 2017. године.
Заједно са мајком и баком, Вилоу је домаћин Red Table Talk  телевизијске емисије.

### 2019—данас:Willow
Вилоу је избацила свој трећи албум под називом Willow 19. јула 2019. који је копродуцирала заједно са Тајлером Колом.

## Приватни живот
Вилоу се у јуну 2019. године изјаснила као бисексуална особа и да подржава полигамију.

## Дискографија
- Ardipithecus (2015)
- The 1st (2017)
- Willow (2019)

## Филмографија
| Година     | Наслов                          | Улога                        | Белешке                       |
| ---------- | ------------------------------- | ---------------------------- | ----------------------------- |
| 2007       | I Am Legend                     | Marley Neville               | Филм                          |
| 2008       | Kit Kittredge: An American Girl | Countee Garby                | Филм                          |
| 2008       | Madagascar: Escape 2 Africa     | Беба Глорија (глас)          | Филм                          |
| 2009       | Merry Madagascar                | Abby (глас)                  | ТВ Филм                       |
| 2009–2010  | True Jackson, VP                | Young True                   | 2 епизоде                     |
| 2017       | Neo Yokio                       | Helenist (глас)              | Епизода: "O, the Helenists"   |
| 2018       | Adventure Time                  | Beth the Pup Princess (глас) | Епизода: "Come Along with Me" |
| 2018–данас | Red Table Talk                  | Саму себе                    | Суорганизатор; 37 епизода     |